# Tantilla rubra
Tantilla rubra – gatunek węża z rodziny połozowatych (Colubridae). Występuje w Meksyku i Gwatemali.

## Systematyka
Węże te zalicza się do rodziny połozowatych, do której zaliczano je od dawna. Starsze źródła również umieszczają Tantilla w tej samej rodzinie Colubridae. Używają jednak dawniejszej polskojęzycznej nazwy wężowate czy też węże właściwe, poza tym Colubridae zaliczają do infrapodrzędu Caenophidia, czyli węży wyższych. W obrębie rodziny rodzaj Tantilla należy do podrodziny Colubrinae.

## Rozmieszczenie geograficzne
Tantilla rubra zamieszkuje tereny w Meksyku i zachodniej Gwatemali, położone na wysokości od 0 do 2618 m n.p.m.
Bytuje on w lasach sosnowych, sosnowo-dębowych, a także w tropikalnych lasach liściastych.

## Zagrożenia i ochrona
Nie jest to gatunek pospolity, ale nie jest też rzadki.
Nie wiadomo dokładnie, jakie są zagrożenia dla gatunku, przynajmniej lokalnie musi zagrażać mu utrata środowiska naturalnego. Sądzi się, że jego zasięg występowania obejmuje jakieś obszary objęte ochroną.